# Hertig Magnus och sjöjungfrun

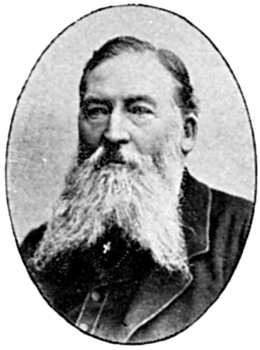
Ivar Hallström

Hertig Magnus och sjöjungfrun är en romantisk opera i tre akter från 1867, komponerad av Ivar Hallström med libretto av Frans Hedberg.

## Bakgrund
Operan utspelar sig i Vadstena under Erik XIV:s regeringstid, och handlar om hur lokala fiskare försöker utnyttja den sinnessjuke hertig Magnus, som bor i Vadstena slott, genom att göra honom förälskad i en fiskardotter som han tror är en sjöjungfru. Förlaga till handlingen är en historiskt obelagd händelse, då den verklige Magnus ska ha trott sig sett en sjöjungfru utanför sitt fönster och fallit i vallgraven. Händelsen ledde till att Magnus infördes som huvudperson i medeltida ballader och visor som handlar om lockande sjöväsen. I Nordisk familjebok beskrivs Hertig Magnus och sjöjungfrun som "den första verkliga operan med både svenskt ämne och svensk musikalisk grundfärg".

## Kompositionshistoria
Med Hertig Magnus och sjöjungfrun skapade Hallström och Hedberg den första romantiska nationella operan i Sverige. Hallström instrumenterade om den stora orkestersatsen till en mindre för omkring 25 musiker, i den händelse något turnerande operasällskap skulle visa sig intresserat. Men uppsättningen på Stockholmsoperan blev inte lyckosam eller särskilt påkostad. Hallström var debutant och Operan hade ekonomiska problem. Man plockade ihop både kostymer och dekor från andra uppsättningar, och repetitionerna började 11 dagar före premiären. Premiären blev visserligen en succé med Fritz Arlberg i rollen som Hertig Magnus, Oscar Arnoldson som Brynolf och Fredrika Stenhammar som Anna, men operan spelades bara sex gånger innan den lades ned. Först 1988 gavs den igen av Vadstena-Akademien på sin rättmätiga plats: Vadstena slott.

## Personer
- Hertig Magnus (baryton)
- Sten Åkeson, marsk (baryton)
- Brynolf, hans son (tenor)
- Peder, gammal fiskare (bas)
- Ingrid, hans hustru (mezzosopran)
- Anna, deras dotter (sopran)
- Lisa, fiskarflicka (sopran)
- Ulf, kökssven hos hertigen (tenor)
- En munk (baryton)
- En fiskare (baryton)
- Hovfolk, hertigens små svenner och tjänare, vakt, fiskare och bönder (kör)

## Skivinspelningar
Skivbolaget Naxos gav år 2000 ut en CD-inspelning av operetten, med Norrköpings symfoniorkester och bland andra Staffan Alveteg och Ingela Bohlin i rollerna.